# Edgar Page
Edgar Wells Page (* 31. Dezember 1884 in Wolverhampton; † 12. Mai 1956 ebenda) war ein englischer Hockey- und Cricketspieler.

## Leben
Edgar Page absolvierte zwischen 1907 und 1920 16 Länderspiele für die englische Nationalmannschaft. Zudem war Page Teil der englischen Mannschaft, die bei den Olympischen Sommerspielen 1908 in London erster Olympiasieger in dieser Sportart wurde.
Als Cricketspieler war Page von 1905 bis 1927 beim Staffordshire County Cricket Club aktiv. 1924 absolvierte er sein einziges First-Class Cricket-Spiel.
Von Beruf war Page Buchhalter. Im Ersten Weltkrieg wurde er mit dem Military Cross ausgezeichnet.